# Bichrome Ware

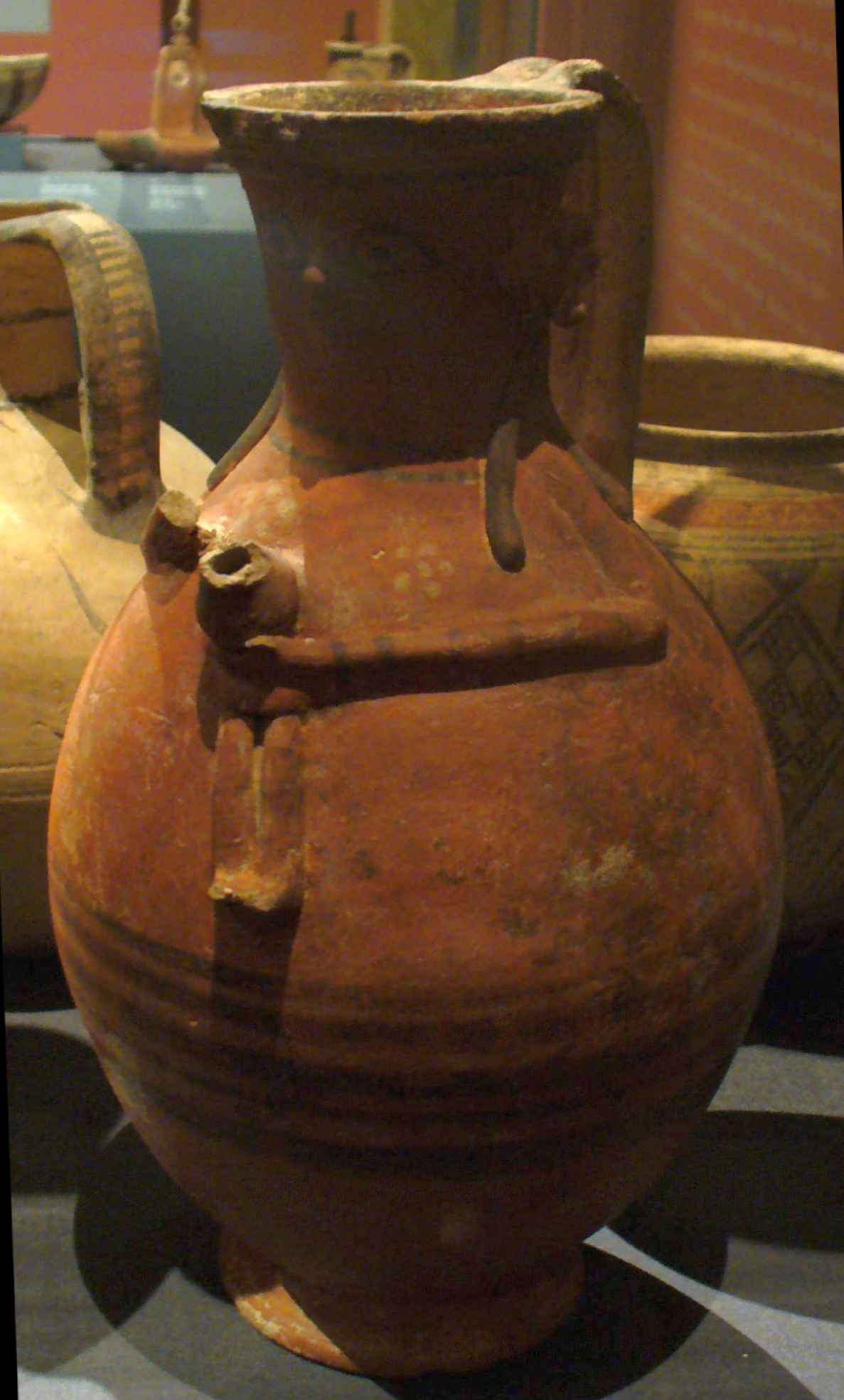
Anthromorphe Kanne der Bichrome Red II (V) Ware; Zypro-archaisch II (6. Jh. v. Chr.); Kunsthistorisches Museum Wien, Inv.-Nr. V 1111

Mit dem modernen Fachbegriff bichrome Ware [baɪkɹəʊm wɛə(ɹ)] (englisch „zweifarbige Keramik“) bezeichnet man in der archäologischen Forschung Keramikgattungen unterschiedlicher Kulturen mit zweifarbiger Oberfläche (Bemalung).
Bei der bichromen Bemalung wird meist mit schwarzer Farbe auf einem roten Überzug gemalt. Diese Technik unterscheidet sich von der „Black-on-Red-Ware“, bei der schwarze Farbe direkt auf den roten Tongrund aufgetragen wird, ohne dass zuvor ein weiterer roter Überzug auf den Tonkörper aufgetragen wurde.

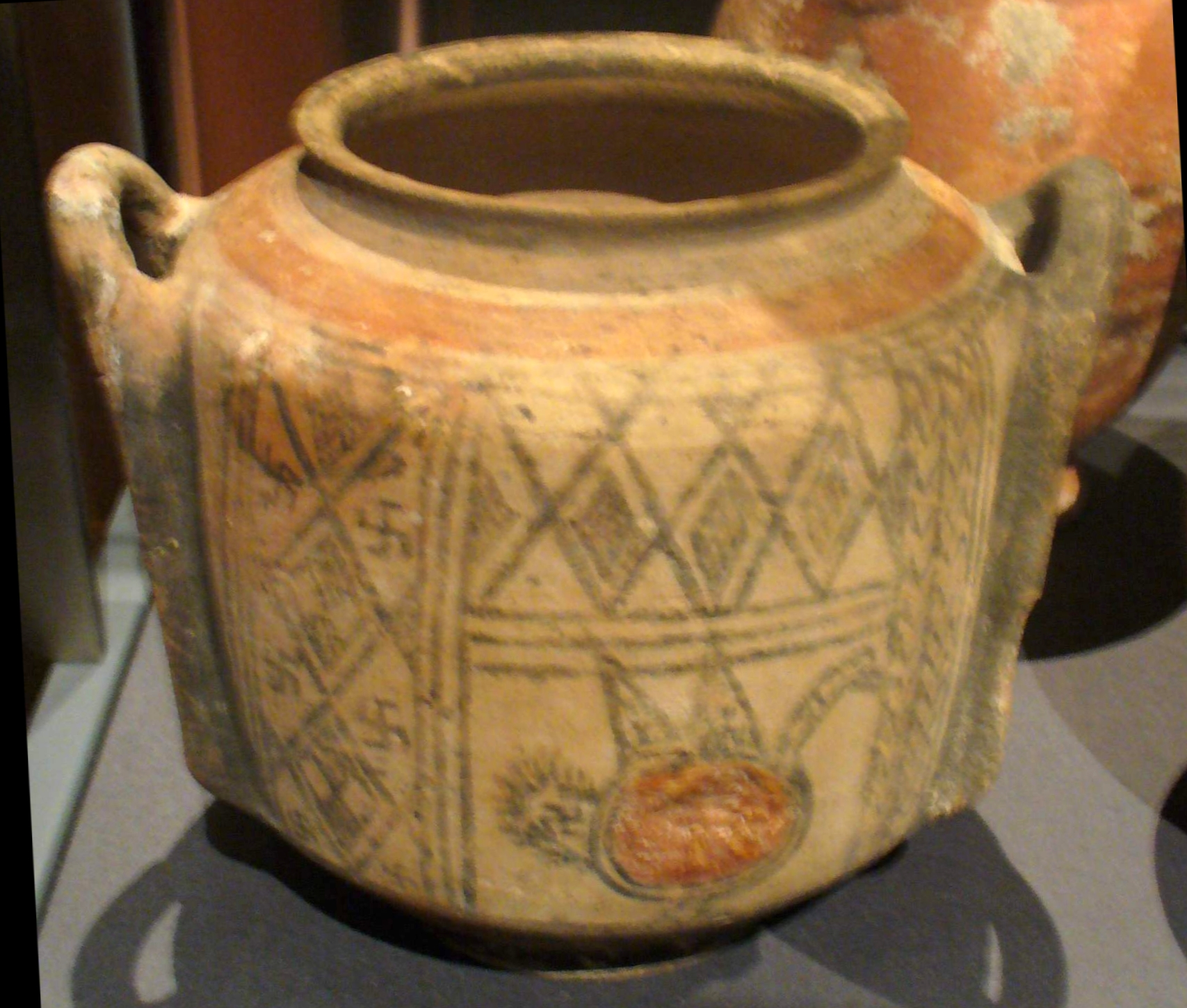
Pyxis der Bichrome III Ware; Zypro-geometrisch III (850-750); Kunsthistorisches Museum Wien, Inv.-Nr. 1106

Mehrere bedeutende Produktionsstätten für bichrome Keramik sind bekannt. In der späten Bronzezeit wird Bichrome Ware, vor allem Kratere und Henkelkrüge, in Ostzypern hergestellt. Sie wurden in großer Menge in die Orte Levante exportiert, wo sie auch imitiert wurden. Die Phönizier produzierten seit dem 11. Jahrhundert v. Chr. Kannen und Schalen. Seit dem 8. Jahrhundert v. Chr. findet sich die ostphönizische Stilprägung auch in den phönizischen Kolonien im mediterranen Westen. In Spanien entstand unter diesem Einfluss im 7. Jahrhundert v. Chr. eine eigenständige Bichrome Keramikproduktion.